# Meteorus dilutus
Meteorus dilutus är en stekelart som först beskrevs av Julius Theodor Christian Ratzeburg 1844.  Meteorus dilutus ingår i släktet Meteorus och familjen bracksteklar. Inga underarter finns listade i Catalogue of Life.